# Cam Đường (phường)
Cam Đường là một phường thuộc tỉnh Lào Cai, Việt Nam.

## Địa lý
Phường Cam Đường giáp phường Lào Cai, xã Cốc San, xã Hợp Thành, xã Gia Phú và xã Bảo Thắng.

## Lịch sử
Ngày 16 tháng 6 năm 2025, Ủy ban Thường vụ Quốc hội ban hành Nghị quyết số 1673/NQ-UBTVQH15 về việc sắp xếp các đơn vị hành chính cấp xã của tỉnh Lào Cai năm 2025. Theo đó, sắp xếp toàn bộ diện tích tự nhiên, quy mô dân số của các phường Nam Cường (thành phố Lào Cai), Xuân Tăng, Pom Hán, Bắc Cường, Bắc Lệnh, Bình Minh và xã Cam Đường thành phường mới có tên gọi là phường Cam Đường.